# Problepsis sancta
Problepsis sancta là một loài bướm đêm trong họ Geometridae.